# Waldemar Raemisch
Waldemar Raemisch o Waldemar Rämisch (19 de agosto de 1888 – 16 de abril de 1955) fue un escultor y educador alemán radicado en los Estados Unidos. Sus principales obras son representaciones figurativas en hierro y bronce.

## Vida y obra
Waldemar Raemisch nació el 19 de agosto de 1888 en Berlín, Alemania. A los 14 años empezó su aprendizaje como escultor en metal y completó su formación en la Unterrichtsanstalt des Kunstgewerbemuseums Berlin (Instituto de Enseñanza del Museo de Artes Decorativas de Berlín). A esto le siguieron viajes por Italia, Egipto y Palestina. Durante la Primera Guerra Mundial realizó su servicio militar en Cuerpo Aéreo Alemán. De 1919 a 1923 enseñó orfebrería en la Unterrichtsanstalt. Llamó la atención del público por primera vez con objetos de artes aplicadas como candelabros figurativos, relieves y vasijas de metal.
Raemisch diseñó la moneda de 50 Rentenpfennig, que apareció en 1923/24 y se retiró a partir de 1928 debido a que se falsificaba fácilmente por su diseño simple. En 1919 se casó con la orfebre y esmaltadora Gertrude Ruth Gallad (1893-1966). Después del matrimonio, su esposa tomó el nombre de Ruth Raemisch. Tras la fusión de la Unterrichtsanstalt con la Escuela Superior de Bellas Artes de Berlín (actual Universidad de las Artes de Berlín) para formar las Vereinigte Staatsschulen für freie und angewandte Kunst (Escuelas Estatales de Artes Liberales y Aplicadas) en 1924, Waldemar Raemisch dirigió allí el taller de orfebrería y fue nombrado profesor de escultura en metal en el Departamento de Artes Aplicadas en 1930.

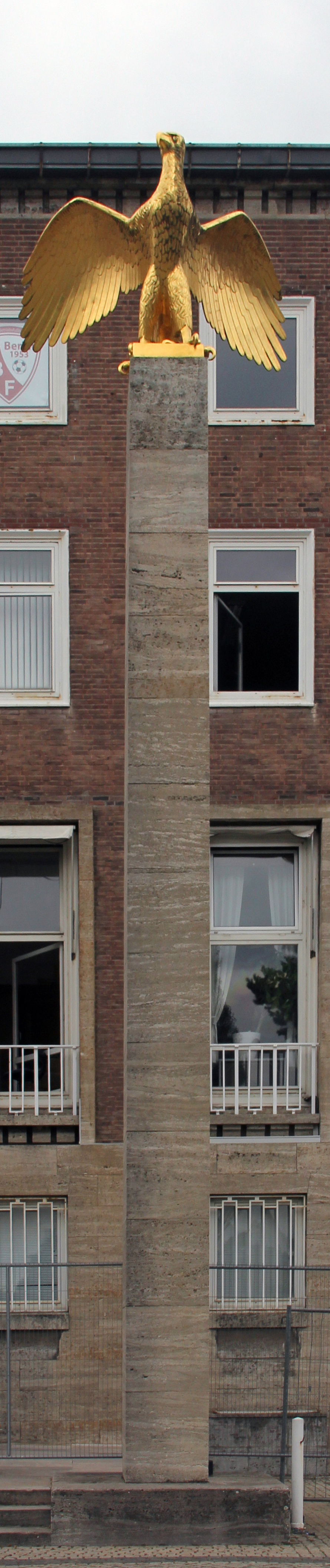
Una de las Adlerstele ("estela de águila") de Raemisch. Parque Olímpico de Berlín.

Su obra formó parte del evento de escultura en las competencias de arte de los Juegos Olímpicos de Ámsterdam 1928 y los Juegos Olímpicos de Los Ángeles 1932. Diseñó monedas y medallas, como la Medalla Goethe de Arte y Ciencia que se otorgó por primera vez en 1932. En 1937, creó dos esculturas de águilas en estelas (Adlerstele) frente a la Haus des Sports del Estadio Olímpico de Berlín diseñado por Werner March, en un estilo arcaico, incluso algo monumental. De la mano de Raemisch también surgieron relieves para el edificio de seguros de vida Nordstern de la plaza Fehrbelliner de Berlín y un regalo de cumpleaños para el entonces Sha de Persia Reza Shah Pahlaví. También creó la pila bautismal de la iglesia de San Cristóbal en Berlín-Siemensstadt.
Expulsado de la Reichskammer der Bildenden Künste (Cámara de Bellas Artes del Reich) debido a que su esposa era judía y despedido de su puesto de profesor en 1937, Raemisch abandonó Alemania y emigró a los Estados Unidos con su familia; y se convirtió en profesor de la Escuela de Diseño de Rhode Island (RISD)donde dirigió el Departamento de Escultura entre 1946 y 1954.
Los motivos religiosos en hierro, bronce y plata desempeñaron un papel fundamental en su obra, cada vez más figurativa. Hacia 1950, Raemisch diseñó esculturas para la Fairmount Park Art Association (actual Association for Public Art) de Filadelfia junto con Gerhard Marcks, José de Creeft y Jacques Lipchitz.

## Muerte y legado

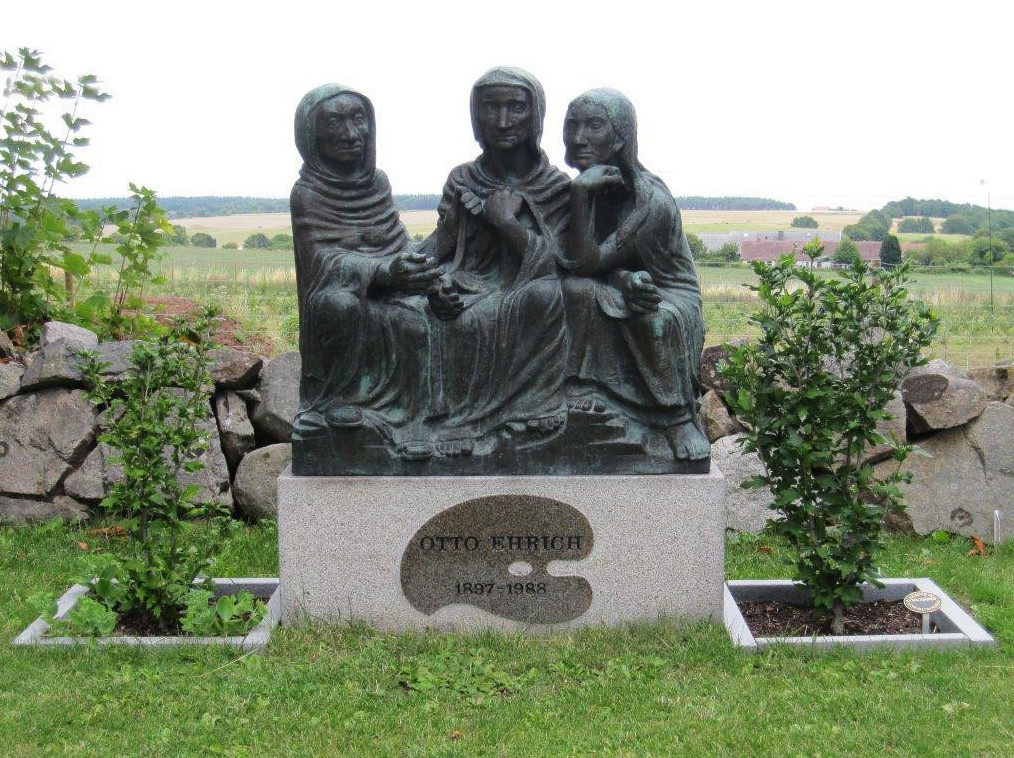
Lápida del artista germano-sueco Otto Ehrich con las Nornas, diseñada por Raemisch. Österlen, Suecia.

En 1955 viajó a Roma para terminar una escultura de 19 figuras que sería mostrada en Filadelfia. El 16 de abril de 1955, Raemisch murió en el hospital Salvator Mundi después de una cirugía de emergencia en sus intestinos. Después de la muerte de Raemisch, Gilbert A. Franklin (1919-2004), uno de sus anteriores estudiantes y profesor en la RISD, terminó la escultura de 19 figuras.
Su obra se encuentra en colecciones de varios museos públicos como el Museo Smithsoniano de Arte Americano, la Escuela de Diseño de Rhode Island, los Museos de Arte de Harvard, la Academia de Bellas Artes de Pensilvania, el Museo de Arte McNay y el Museo de Arte Currier, entre otros.